# Heuzecourt
Heuzecourt is een gemeente in het Franse departement Somme (regio Hauts-de-France) en telt 134 inwoners (1999). De plaats maakt deel uit van het arrondissement Amiens.

## Geografie
De oppervlakte van Heuzecourt bedraagt 7,3 km², de bevolkingsdichtheid is 18,4 inwoners per km².

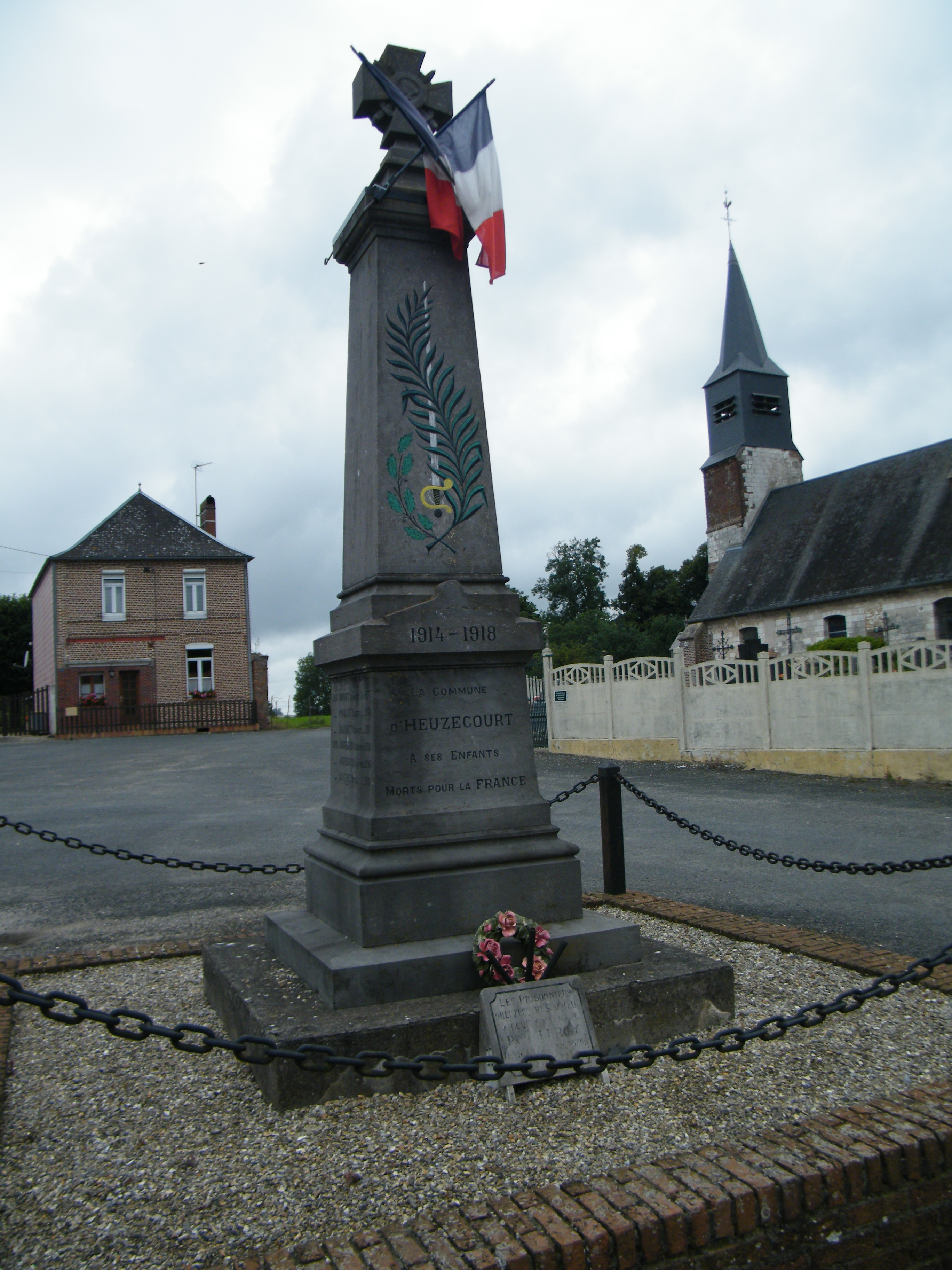
Monument

De onderstaande kaart toont de ligging van Heuzecourt met de belangrijkste infrastructuur en aangrenzende gemeenten.

## Demografie
Onderstaande figuur toont het verloop van het inwonertal (bron: INSEE-tellingen).